# Thomas Mensah
Thomas Mensah (Kumasi, 12 maggio 1932 – Londra, 7 aprile 2020) è stato un giurista ghanese. Primo giudice a ricoprire l'incarico di presidente del tribunale internazionale del diritto del mare nel 1996.

## Biografia
Frequentò la scuola Achimota nella capitale ghanese, per poi continuare i propri studi all'università del Ghana. Per approfondire i propri studi si trasferì nella capitale britannica, dove ottenne la laurea in giurisprudenza alla Università di Londra nel 1959 e, successivamente, si trasferì negli Stati Uniti per ottenere un dottorato presso la Yale Law School. Terminati gli studi, ritornò ad Accra per iniziare la propria attività accademica presso la locale università. Nel 1968, si trasferisce in Gran Bretagna per lavorare presso la sede dell'organizzazione marittima internazionale. Nel 1990 presentò le sue dimissioni dall'organizzazione e nel 1996 venne nominato giudice del nascente tribunale internazionale del diritto del mare, divenendone il primo presidente. Ricoprendo tale ruolo, Mensah ha dato un importante contributo nella formazione della regolamentazione del tribunale. Durante la sua vita, Mensah ha pubblicato numerosi contributi in materia di diritto internazionale e diritto della navigazione.

## Opere
- (EN) Ocean governance: strategies and approaches for the 21st century, Honolulu, Law of the Sea Institute, 1996, ISBN 9780911189315, OCLC 173670500.
- (EN) con Rüdiger Wolfrum et al., Law of the sea, environmental law, and settlement of disputes: liber amicorum Judge Thomas A. Mensah, Leida, Martinus Nijhoff, 2007, ISBN 9780911189315, OCLC 310423105.